# ملح أسود

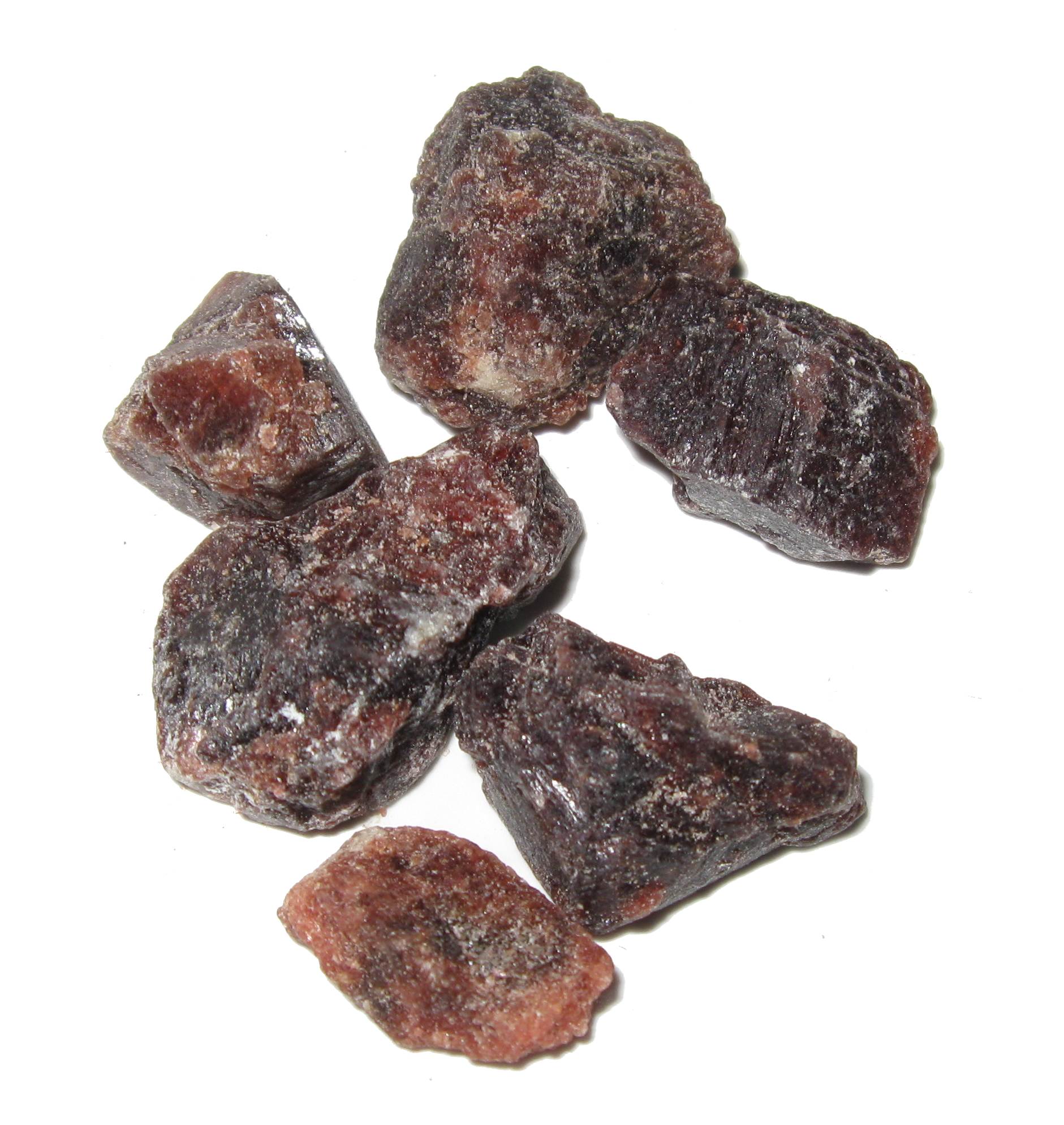
ملح أسود

ملح أسود (بالأردية: کالا نمک)، (بالهندية: काला नम) بهار مالح ولاذع الرائحة ويستخدم في جنوب آسيا.